# Peter Murray (historien de l'art)
Pour les articles homonymes, voir Peter Murray et Murray.
Peter Murray, né à Londres en 1920 et décédé à Farnborough en 1992 est un historien de l'art britannique. Professeur d'histoire de l'art au Birkbeck College à Londres à partir de 1967, il est l'auteur, seul ou avec sa femme Linda Murray de nombreux ouvrages sur l'art italien à la Renaissance.

## Biographie
Peter John Murray est le fils de John Knowles Murray, une figure des affaires dans le monde agricole et d'ascendance écossaise, et de Dorothy Catton. Il effectue son apprentissage à la l'école King Edward VI de Birmingham et au Robert Gordon's College d'Aberdeen en Écosse. Il souhaite devenir peintre et accède à la Slade School of Fine Art de l'université de Londres dont il sort diplômé en 1940. Il s'engage dans l'histoire de l'art après la Seconde Guerre mondiale et est admis à l'University Courtauld Institute of Art dont il sort diplômé en 1947. La même année, il épouse une étudiante de l'institut, Linda Murray avec laquelle il collabore durant toute sa carrière à l'élaboration d'ouvrages sur l'histoire de l'art. À partir de 1948, il est lecteur au Birkbeck College. Sa maîtrise de l'allemand et de l'italien lui permet de traduire de nombreux textes en histoire de l'art.

## Publications
- (en) avec Heinrich Wölfflin, Classic art: An introduction to the Italian Renaissance, Londres, Phaidon, 1952 ;
- (en) An index of attributions made in Tuscan sources before Vasari, Florence, L.S. Olschki, 1959 ;
- (en) Penguin dictionary of art and artists, Penguin, 1959 ;
- (en) avec Linda Murray, The art of the renaissance, Londres, Thames & Hudson, 1963,  (ISBN 9780500200087) ;
  - (fr) L'art de la Renaissance, Londres, Thames & Hudson, 1964,  (ISBN 978-2-87811-026-5) ;
- (en) A history of English architecture. Part II, New York, Arco Pub. Co., 1963 ;
- (en) The architecture of the Italian Renaissance, Londres, Batsford, 1963 ;
  - (fr) L'architecture de la Renaissance italienne, Thames and Hudson, 1969,  (ISBN 2-87811-010-2) ;
- (en) avec Linda Murray, The High Renaissance and Mannerism, Londres, Thames & Hudson, 1967 ;
- (en) Piranesi and the Grandeur of Ancient Rome, Thames & Hudson, 1972 ;
- (en) avec Burckhardt, Jacob, The architecture of the Italian Renaissance, Chicago, University of Chicago Press, 1985 ;
- (en) avec Linda Murray, The Oxford Companion to Christian Art and Architecture, Oxford University Press, 1998.